# Dmitri Kabalevski
Dmitri Borísovich Kabalevsky (del ruso: Дми́трий Бори́сович Кабале́вский) (San Petersburgo, 30 de diciembre de 1904 - Moscú, 14 de febrero de 1987) fue un compositor soviético de origen ruso.
Es considerado como uno de los grandes compositores modernos y una figura del nacionalismo soviético. Ayudó a fundar la Unión de Compositores Soviéticos en Moscú y fue una de sus figuras principales.

## Biografía
Nacido en el seno de una familia modesta, su padre —matemático empleado de una aseguradora— le animó a estudiar matemáticas. Sin embargo ya desde joven mostraba una fascinación por las artes, siendo un buen pianista y también por su acercamiento a la poesía y la pintura. En 1918, su familia se trasladó a Moscú, ciudad en la que completó sus estudios secundarios y asistió a clases de pintura. En 1922 comenzó a estudiar la rama económica y social en el Instituto Engels, paralelamente a sus estudios musicales en el Instituto Bobalar.
Contra los deseos de su padre, accedió al conservatorio de Moscú en 1925. Allí tuvo como profesores a Nikolái Miaskovski en composición y a Aleksandr Goldenweiser en piano. Sus primeras obras datan de finales de la década de 1920: Tres melodías de Aleksandr Blok, sobre poemas de él (1927), una Sonata para piano (1927), el Cuarteto de cuerda n.° 1 (1928), un Concierto para piano (1928), y la Sonatina para piano en Do (1930). 
Excelente pedagogo —en 1932 nombrado profesor asistente de composición en el Conservatorio de Moscú, cargo titular hasta 1939—, es considerado un músico volcado a los niños. Su verdadera personalidad artística apareció en sus obras pedagógicas para piano: De la vida de un pionero (1934), recopilación de piezas fáciles para principiantes, Treinta piezas infantiles (1937-38), 24 preludios (1943) y 24 piezas fáciles (1944), Sonatinas de las personalidades más importantes de la vida musical soviética. Además fue secretario de la «Unión de Compositores de la URSS» (1940), redactor de la revista «Soviétskaya Múzyka» (Música Soviética), premiado en cuatro ediciones del Premio Stalin de Estado (1946, 1949, 1951, y 1966), Artista del Pueblo en 1963, Presidente del Consejo Científico de Estética pedagógica en la «Academia de las Ciencias Pedagógicas de la URSS» (1969) y Presidente de la «International Society of Musical Association» (1972).
Formó parte de la primera generación de compositores soviéticos. Militante del PCUS, acató las orientaciones de la política oficial en materia de creación artística (decretos de 1948). Su obra se integró en dicha política, encontró su lugar en las formas tradicionales y populares de su país: sus Cuatro conciertos para piano (1929, 1935, 1952 y 1975), un Concierto para violín (1948) y dos Conciertos para violoncello (1948-49 y 1964) son obras impregnadas de un lirismo íntimo teñido de humor y de alegría de vivir.
Sus composiciones en formas musicales más ambiciosas (sinfonías, óperas) son ciertamente interesantes, pero en ellas Kabalevski se encuentra menos cómodo. Cuatro sinfonías (1932, 1933, 1934 y 1956), cinco óperas (El maestro artesano de Clamecy o Colas Breugnon, sobre la novela de Romain Rolland (1937), Al fuego o No lejos de Moscú (1943), La Familia de Tarás (1947-50), Nikita Vershinin (1953-54) y Los germanes (1967-69)) pertenecen a esta parte de su obra. Kabalevski también compondrá una opereta, escrita en 1957, La primavera canta. 
Kabalevski no era tan aventurero como sus contemporáneos en términos de armonía y prefirió un diatonismo convencional, ligado al cromatismo y la relación modal mayor-menor. Al contrario que su compañero Serguéi Prokófiev, en los últimos años abrazó las ideas de realismo socialista, y sus trabajos de posguerra lo reflejan. Las obras patrióticas compuestas durante los años cuarenta (La Gran Patria (1942), Los Vengadores (1942), Los Leninistas (1959), el Réquiem en memoria de aquellos que murieron en la lucha contra el fascismo (1963) y Carta al Siglo XXX (1972) no han resistido muy bien el paso del tiempo. También compuso música incidental (Los comediantes 1933), algunas bandas sonora para películas, obras de teatro, además de canciones y algún ballet.

## Catálogo de obras
| Año     | Opus      | Obra | Tipo de obra                   |
| ------- | --------- | --- | ------------------------------ |
| 1925    | Opus 01   | Tres Preludios, para piano.                                                                                  | Música solista (piano)         |
| 1927    | Opus 02   | Dos Piezas, para chelo y piano.                                                                              | Música instrumental (dúo)      |
| 1927    | Opus 04   | Tres Poemas de A. Blok, para voz y piano                                                                     | Música vocal (piano)           |
| 1927    | Opus 06   | Sonata para piano n.º 1.                                                                                     | Música solista (piano)         |
| 1927-40 | Opus 03   | Album of Children's Pieces, para piano.                                                                      | Música solista (piano)         |
| 1927-28 | Opus 05   | Cuatro Preludios, para piano.                                                                                | Música solista (piano)         |
| 1928    | Opus 07   | Dos canciones op. 7, para voz alta y piano (M. Artamónov y V. Zhukovski)                                     | Música vocal (piano)           |
| 1928    | Opus 08   | Cuarteto de cuerda n.º 1                                                                                     | Música de cámara               |
| 1928    | Opus 09   | Concierto para piano y orquesta n.º 1                                                                        | Música orquestal (concertante) |
| 1929-30 | Opus 10   | Tres canciones op. 10, para voz y piano (M. Gerásimov, M. Artamónov y N. Kliúyev)                            | Música vocal (piano)           |
| 1929-30 | Opus 11   | Eight Merry Songs after V. Katáev, para voz y piano                                                          | Música vocal (piano)           |
| 1930    | Opus 13.1 | Sonatina para piano n.º 1, in C major.                                                                       | Música solista (piano)         |
| 1930-31 | Opus 12   | Poem of Struggle after A. Zhárov, para coro y orquesta.                                                      | Música coral (orquesta)        |
| 1931    | Opus 14   | From the Life of a Pioneer, piezas para piano.                                                               | Música solista (piano)         |
| 1931    | Opus 15   | Music to the Radiocomposition Galitsíyskaya Zhakeríya after Bruno Jasieński, para solistas, coro y orquesta. | Música coral (orquesta)        |
| 1931-32 | Opus 16   | Tres canciones op. 16, para voz bajo y piano (Erich Mühsam, A. Zhárov y A. Surkov)                           | Música vocal (piano)           |
| 1932    | Opus 17   | Eight Songs after O. Vysótskaya, A. Prishelets and A. Bartó, para coro de niños y piano.                     | Música coral (piano)           |
| 1932    | Opus 18   | Sinfonía n.º 1.                                                                                              | Música orquestal (sinfonía)    |
| 1933    | Opus 13.2 | Sonatina para piano n.º 2, in G minor.                                                                       | Música solista (piano)         |
| 1933-34 | Opus 20   | Cuatro Preludios para piano op. 20.                                                                          | Música solista (piano)         |
| 1934    | Opus 19   | Sinfonía n.º 2                                                                                               | Música orquestal (sinfonía)    |
| 1934    | Opus 21   | Improvisation for violin and piano (from the music of the film Night of St. Petersburg)                      | Música instrumental (dúo)      |
| 1933    | Opus 22   | Sinfonía n.º 3, Requiem (sobre textos de N. Aséyev), para coro y orquesta.                                   | Música orquestal               |
| 1935-36 | Opus 23   | Concierto para piano y orquesta n.º 2.                                                                       | Música orquestal (concertante) |
| 1936-38 | Opus 24   | Colas Breugnon, ópera en tres actos.                                                                         | Ópera                          |
| 1937    | Opus 25   | Music to the play Two Songs after N. Shestakov.                                                              | Música incidental (teatro)     |
| 1937-38 | Opus 27   | 15 Children's Pieces, para piano.                                                                            | Música solista (piano)         |
| 1938    | Opus 24a  | Colas Breugnon, Suite de orquesta.                                                                           | Música orquestal (suite)       |
| 1939    | Opus 30   | Tres Piezas para piano.                                                                                      | Música solista (piano)         |
| 1939-40 | Opus 26   | Los comediantes, Suite de orquesta.                                                                          | Música orquestal (suite)       |
| 1939-40 | Opus 28   | Golden Ears, ballet en tres actos.                                                                           | Ballet                         |
| 1939-40 | Opus 28a  | Suite de orquesta del ballet Golden Ears.                                                                    | Música orquestal (suite)       |
| 1940    | Opus 29   | Suite para orquesta de jazz.                                                                                 | Música orquestal (suite)       |
| 1941    | Opus 31   | Parade of the Youth, para coro de niños y orquesta.                                                          | Música coral (orquesta)        |
| 1941    | Opus 32   | Dos canciones op. 32, para voz y piano (A. Bezymenski y N. Vladímirski)                                      | Música vocal (piano)           |
| 1941    | Opus 33   | Tres Vocal-Monologues, para voces y orquesta.                                                                | Música coral (orquesta)        |
| 1941    | Opus 34   | Tres canciones op. 34, para voz y piano (S. Marshak)                                                         | Música vocal (piano)           |
| 1941-42 | Opus 35   | Vast Motherland, cantata para mezzo-soprano, bass, coro y orquesta.                                          | Música coral (orquesta)        |
| 1942    | Opus 36   | Los vengadores del pueblo, suite on text by Y. Dolmatovski para coro mixto y orquesta.                       | Música coral (orquesta)        |
| 1942    | Opus 37   | En el fuego [In the Fire], ópera en cuatro actos.                                                            | Ópera                          |
| 1943-44 | Opus 38   | 24 Preludios para piano (dedicados a N. Miaskovsky).                                                         | Música solista (piano)         |
| 1944    | Opus 39   | 24 Piezas fáciles para piano.                                                                                | Música solista (piano)         |
| 1944    | Opus 40   | Variaciones fáciles para piano in D major (Toccata) and in A minor.                                          | Música solista (piano)         |
| 1944-45 | Opus 41   | Seven Merry Songs after S. Marshak, para voz y piano (S. Marshak)                                            | Música vocal (piano)           |
| 1945    | Opus 42   | Four Funny Songs after S. Marshak and S. Mijalkov, para voz y piano (S. Marshak y S. Mijalkov)               | Música vocal (piano)           |
| 1945    | Opus 43   | Two Russian Folk-Songs, para bajo o tenor y piano                                                            | Música vocal (piano)           |
| 1945    | Opus 44   | Cuarteto de cuerda n.º 2.                                                                                    | Música de cámara               |
| 1945    | Opus 45   | Sonata para piano n.º 2.                                                                                     | Música solista (piano)         |
| 1946    | Opus 46   | Sonata para piano n.º 3.                                                                                     | Música solista (piano)         |
| 1947-50 | Opus 47   | The Taras Family, ópera en cuatro actos                                                                      | Ópera                          |
| 1948    | Opus 48   | Concierto para violín y orquesta.                                                                            | Música orquestal (concertante) |
| 1948-49 | Opus 49   | Concierto para violoncello y orquesta n.º 1.                                                                 | Música orquestal (concertante) |
| 1952    | Opus 50   | Concierto para piano y orquesta n.º 3.                                                                       | Música orquestal (concertante) |
| 1952    | Opus 51   | Variaciones fáciles para piano, volumen 2: Five Variations on Folk-Themes.                                   | Música solista (piano)         |
| 1953-55 | Opus 52   | 10 Shakespeare Sonnets, para voz y piano. (Shakespeare)                                                      | Música vocal (piano)           |
| 1954-55 | Opus 53   | Nikita Vershinin, ópera en cuatro actos.                                                                     | Ópera                          |
| 1956    | Opus 54   | Sinfonía n.º 4.                                                                                              | Música orquestal (sinfonía)    |
| 1956    | Opus 56   | Romeo y Julieta, musical sketches para gran orquesta sinfónica.                                              | Música orquestal               |
| 1956    | Opus 55   | Two Romances after A. Kovalénkov, para tenor y piano (A. Kovalénkov)                                         | Música vocal (piano)           |
| 1957    | Opus 58   | Song of Spring, opereta en tres actos                                                                        | Ópera                          |
| 1957-58 | Opus 57   | Song of Tomorrow, Spring and Peace, cantata para coro de niños y orquesta.                                   | Música coral (orquesta)        |
| 1958    | Opus 59   | Rondo, para piano in A minor.                                                                                | Música solista (piano)         |
| 1958    | Opus 60   | Cuatro Rondos fáciles, para piano.                                                                           | Música solista (piano)         |
| 1958    | Opus 62   | In Fairy Tail's Forrest, musical pictures para narrador, voz y piano                                         | Música vocal (piano)           |
| 1958-59 | Opus 61   | Preludios y Fugas, para piano.                                                                               | Música solista (piano)         |
| 1958-59 | Opus 63   | The Leninists, cantata after Y. Dolmatovski para tres coros y gran orquesta sinfónica.                       | Música coral (orquesta)        |
| 1960    | Opus 64   | Pathetic Overture, para orquesta.                                                                            | Música orquestal               |
| 1960    | Opus 65   | Spring, poema sinfónico para orquesta.                                                                       | Música orquestal               |
| 1960    | Opus 70   | Three Dance-Songs, para voz y piano                                                                          | Música vocal (piano)           |
| 1960    | Opus 72   | Requiem, para solistas, coro mixto, coro de niños y orquesta.                                                | Música coral (orquesta)        |
| 1961    | Opus 66   | The Camp of Friendship, songs of the pathfinders of Artek para voces o para coro de niños y piano.           | Música coral (piano)           |
| 1961    | Opus 67   | A Kitchen-Garden on View, round dances para coro de niños y piano.                                           | Música coral (piano)           |
| 1961    | Opus 68   | Etudes in Major and Minor, para chelo solo                                                                   | Música solista (violonchelo)   |
| 1961    | Opus 69   | Rondo for violin and piano                                                                                   | Música instrumental (dúo)      |
| 1962    | Opus 71   | Sonata para violoncello y piano                                                                              | Música instrumental (dúo)      |
| 1963    | Opus 75   | Rhapsody on a Theme of the Song Schoolyears, para piano y orquesta.                                          | Música orquestal               |
| 1963    | Opus 73   | Three Songs of Revolutionary Cuba, para voz y piano                                                          | Música vocal (piano)           |
| 1963    | Opus 74   | Three Eightlines of R. Gamzátov, para mezzo-soprano y piano (R. Gamzátov)                                    | Música vocal (piano)           |
| 1963-64 | Opus 76   | 5 Romances after R. Gamzátov, para mezzo-soprano y piano (R. Gamzátov)                                       | Música vocal (piano)           |
| 1963-64 | Opus 82   | On the Motherland, (after Z. Solodar) cantata para coro de niños y orquesta.                                 | Música coral (orquesta)        |
| 1964    | Opus 43a  | Two Russian Folk-Songs, versión para mezzo-soprano y piano                                                   | Música vocal (piano)           |
| 1964    | Opus 77   | Concierto para violoncello n.º 2.                                                                            | Música orquestal (concertante) |
| 1965    | Opus 78   | To the Memory of the Heroes of Gorlovka, symphonic picture in E sharp minor.                                 | Música orquestal               |
| 1965    | Opus 79   | To the Memory of Sergei Prokofiev, rondo para chelo y piano                                                  | Música instrumental (dúo)      |
| 1965    | Opus 80   | Pieces for violin and piano                                                                                  | Música instrumental (dúo)      |
| 1965    | Opus 81   | Spring-Dances, para piano.                                                                                   | Música solista (piano)         |
| 1967    | Opus 85   | The Eternal Flame in Bryansk, poema sinfónico para orquesta.                                                 | Música orquestal               |
| 1967    | Opus 84   | Recitativo y Rondo, para piano.                                                                              | Música solista (piano)         |
| 1967    | Opus 87   | Variationes on Folk-Themes, para piano.                                                                      | Música solista (piano)         |
| 1967-68 | Opus 90   | Colas Breugnon, ópera en rres actos (segunda versión)                                                        | Ópera                          |
| 1968    | Opus 86   | In The Camp of the Pathfinders, seis piezas para piano.                                                      | Música solista (piano)         |
| 1968-69 | Opus 83   | The Sisters, ópera en tres actos                                                                             | Ópera                          |
| 1969    | Opus 91   | Conversation with a Cactus, eight children's songs after V. Víktorov para voz y piano                        | Música vocal (piano)           |
| 1970    | Opus 92   | Three Songs about Lenin, para coro de niños y piano.                                                         | Música coral (piano)           |
| 1971    | Opus 88   | Seis Piezas, para piano.                                                                                     | Música solista (piano)         |
| 1971-72 | Opus 93A  | Lyric Melodies, para piano.                                                                                  | Música solista (piano)         |
| 1972-74 | Opus 89   | 35 Piezas fáciles, para piano.                                                                               | Música solista (piano)         |
| 1972    | Opus 93   | A Letter to the 30th Century, oratorio.                                                                      | Música coral (oratorio)        |
| 1974    | Opus 94   | Three Songs-Plays after I. Rajillo, para coro de niños y piano.                                              | Música coral (piano)           |
| 1974    | Opus 95   | The Heroes of the Revolution of 1905, para orquesta de vientos.                                              | Música orquestal               |
| 1974    | Opus 96   | ISME-Fanfares, para orquesta sinfónica.                                                                      | Música orquestal               |
| 1975    | Opus 97   | Songs of Friendship, para coro de mujeres, coro de niños y soprano tenor.                                    | Música coral                   |
| 1975    | Opus 98   | Two Youth-Songs after V. Víktorov, para voz y piano (V. Víktorov)                                            | Música vocal (piano)           |
| 1975    | Opus 99   | Concierto para piano y orquesta n.º 4. Prague Concerto.                                                      | Música orquestal (concertante) |
| 1975    | Opus 100  | Time, seis romances para barítono y piano (S. Marshak)                                                       | Música vocal (piano)           |
| 1978-79 | Opus 101  | Cry of the Song, ciclo de romances para voz y piano (O. Tumanián)                                            | Música vocal (piano)           |